# Бегейн, Абрахам
А́брахам Я́нсзоон Бе́гейн (Абрахам Бега / нидерл. Abraham Jansz. Begeyn / Abraham Begeyn / Abraham Jansz. Bega / Abraham Cornelisz. Begeijn / Abraham Jansz. Begein; 1637, Лейден — 11 июня 1697, Берлин) — голландский художник-пейзажист, жанрист, мастер натюрморта, рисовальщик второй половины XVII столетия (финальной фазы Золотого века голландской живописи).
Абрахам Бегейн написал множество пейзажей, в том числе виды с речными потоками, архитектурными красотами, стадами и пастухами. В пейзажи он включал фигуры людей и разнообразных животных.
Кроме того, он автор цветочных композиций и натюрмортов с атрибутами охоты.

## Биография
Абрахам Янс Бегейн родился в 1637 году в голландском городе Лейдене и был крещён в середине августа 1637. Есть сведения, что он был двоюродным братом художника Корнелиса Бега (1631/32—1664).
Членом профессиональной Гильдии святого Луки города Лейдена Бегейн стал совсем юным, в апреле 1655 году (факт, свидетельствующий об одарённости 17-летнего художника, чьи успехи признали требовательные коллеги по цеху). Он должным образом оплатил Гильдии членские взносы за 1658—1667 годы, но вскоре покинул город.

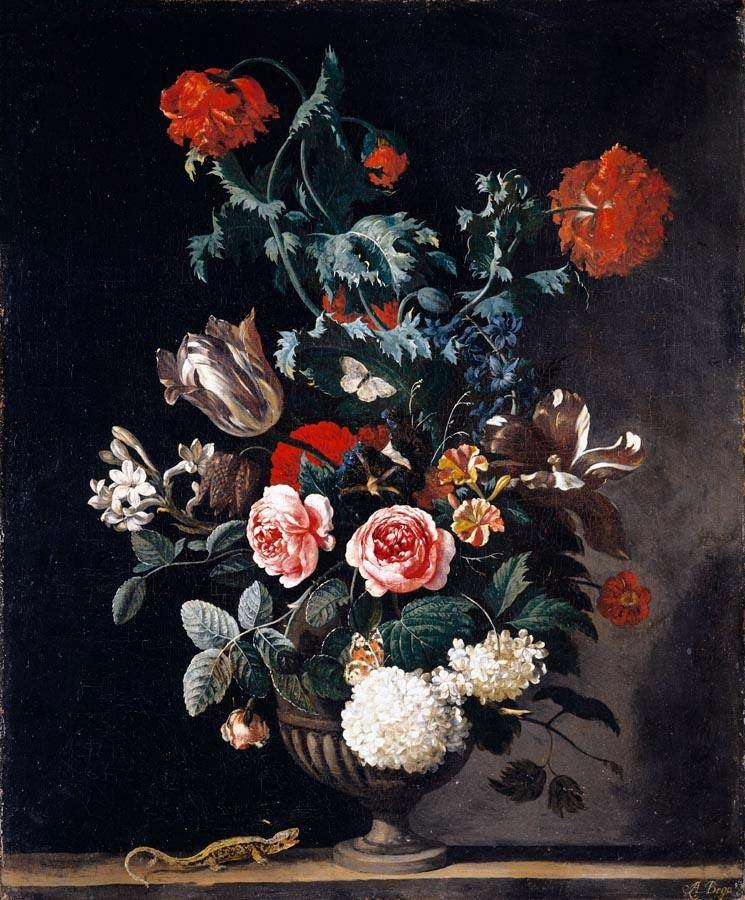
Цветы в каменном сосуде, 1670
Холст, масло 78 × 64 см. Частная коллекция

Учился у харлемского живописца Николаса Берхема (1620—1683), чей след в выборе сюжетов картин Бегейна, в его любви к пасторальным мотивам, заметен более всего. Живописцы англ. Ян Асселейн (1610—1652) и Отто ван Скрик (1619—1678) также оказали влияние на развитие молодого художника.
В последующие годы (вплоть до 1672; тогда он уже жил в Амстердаме) Абрахам Бегейн совершил обширные путешествия по Южной Европе (сделал много рисунков в Париже, посетил Рим и Неаполь).
После французского нашествия 1672 года художник снова путешествует, подолгу работая в Англии. В октябре 1681 Бегейн появляется в Гааге. Под конец жизни он был приглашён в Германию. В 1688 он прибывает в Берлин, соблазнившись карьерой придворного живописца под покровительством Фридриха III, курфюрста Бранденбурга (c 1701 — первого короля Пруссии). Однако в Берлине талант Абрахама Бегейна не обрёл второго дыхания, и он был востребован, в основном, в качестве декоратора интерьеров и рисовальщика.
Абрахам Бегейн умер 11 июня 1697 в Берлине от сердечного приступа, случившегося с ним в присутствии трёх художников, в том числе Августина Тервестена, пришедших к Бегейну с визитом.

## Галерея

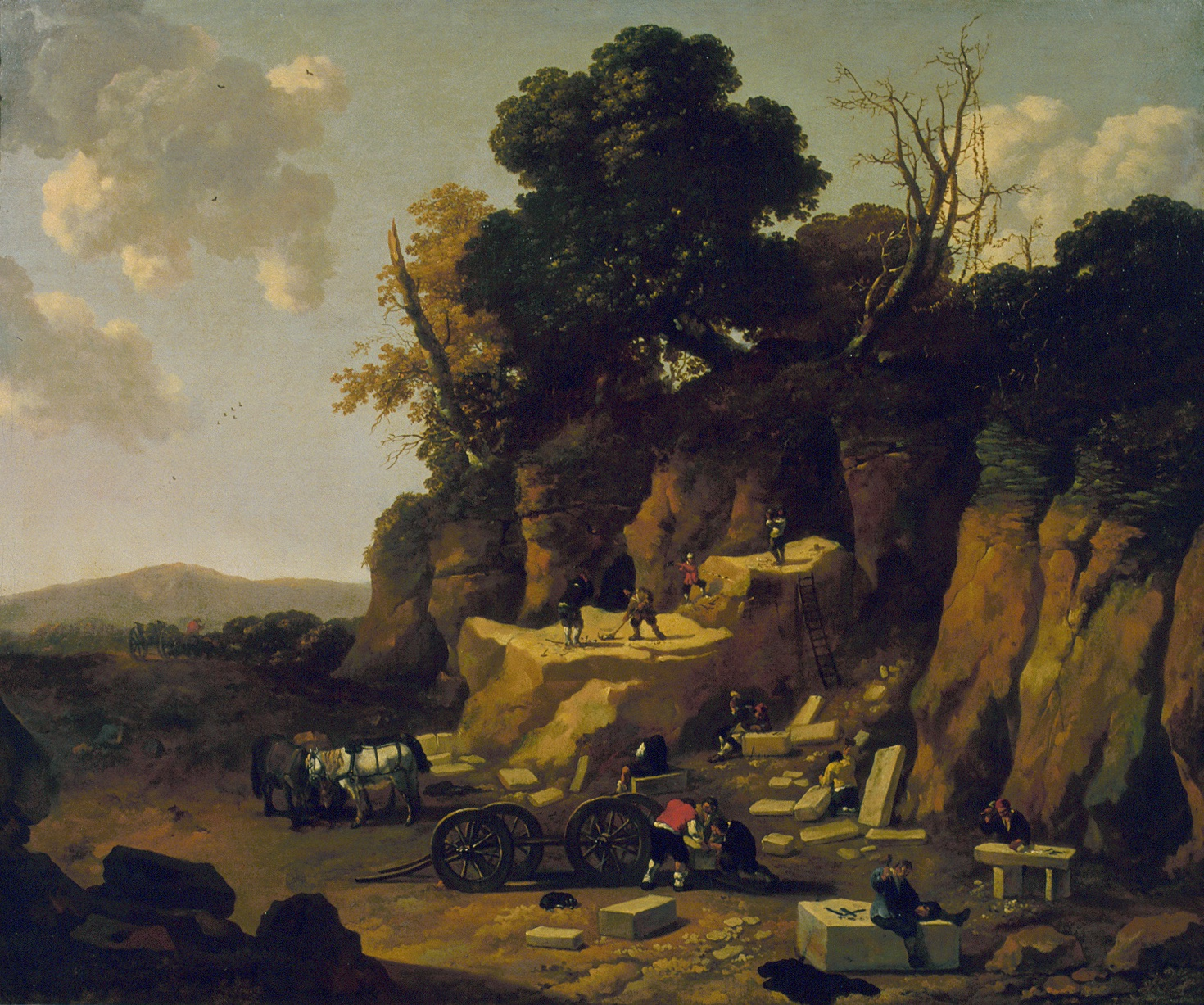
Карьер 1660. Холст, масло, 67.5 × 81 см. Галерея Маурицхейс, Гаага
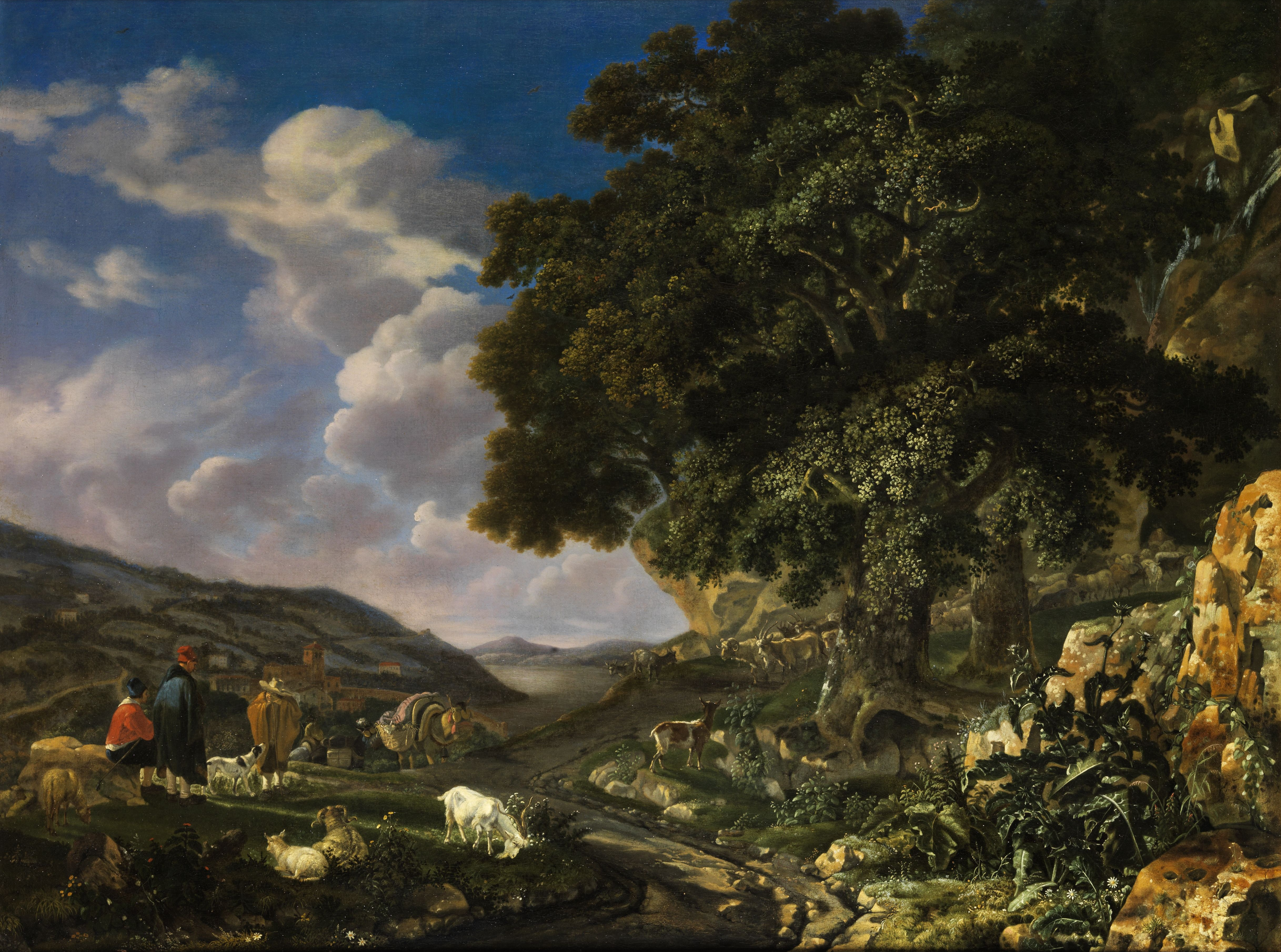
Пейзаж с большим дубом, козами и овцами. Холст, масло 74 × 104 см.
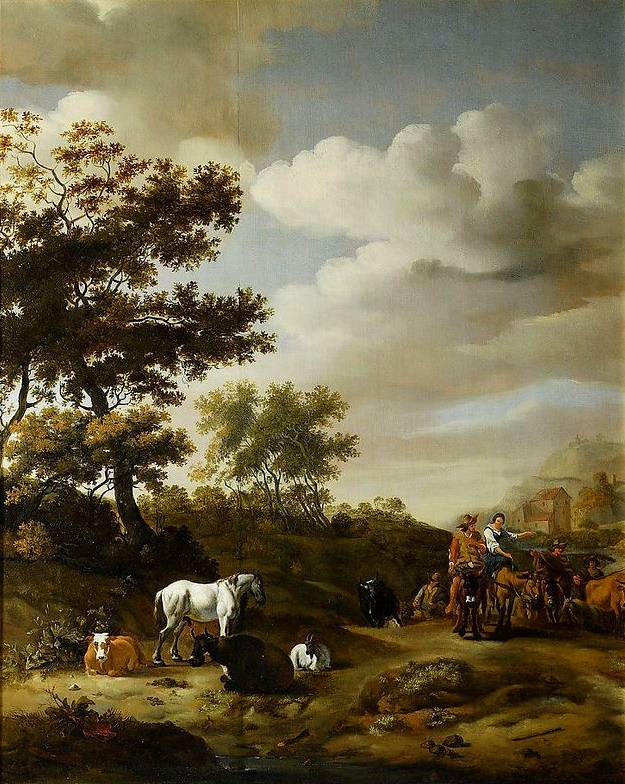
Пейзаж с путешественниками ок. 1660. Музей искусств, Варшава
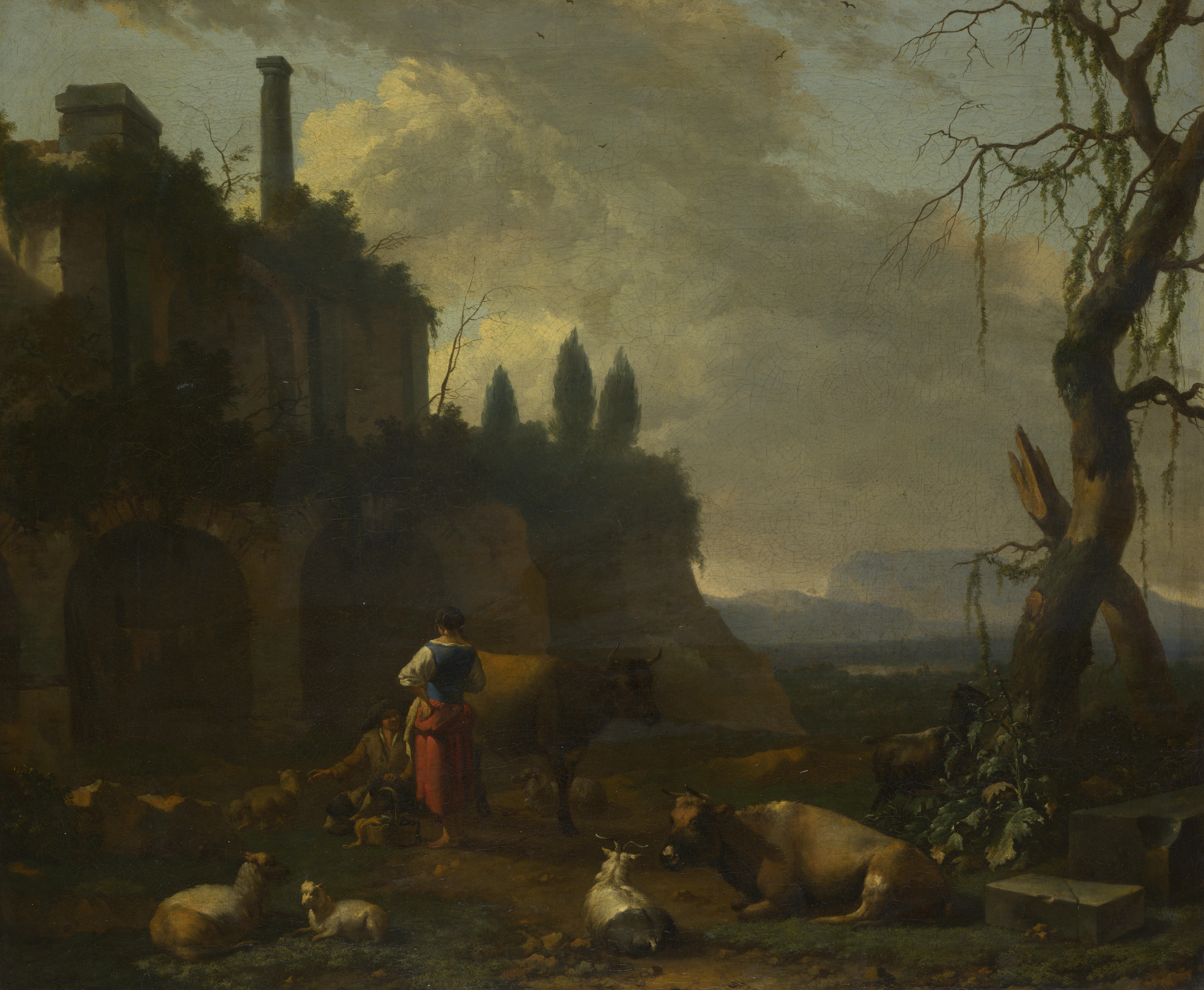
Пастухи со стадом возле руин. Между 1665 и 1690. Национальная галерея, Лондон
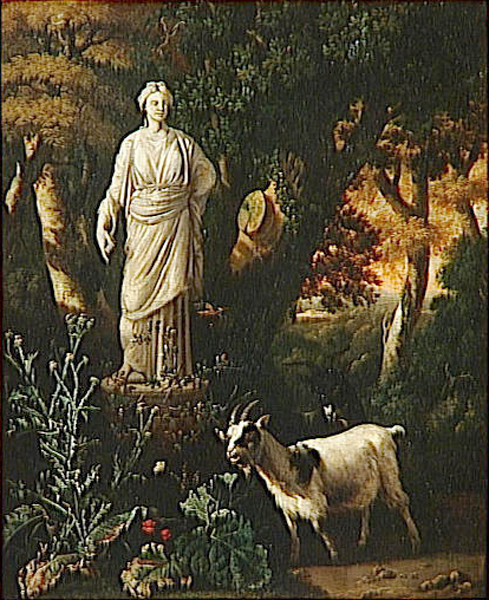
Пейзаж с козой у подножия статуи. Между 1650 и 1690. Лувр